# Rhesala circuluncus
Rhesala circuluncus är en fjärilsart som beskrevs av Holloway 1979. Rhesala circuluncus ingår i släktet Rhesala och familjen nattflyn. Inga underarter finns listade.